# Spiraeopsis rufa
Spiraeopsis rufa är en tvåhjärtbladig växtart som först beskrevs av Schlechter, och fick sitt nu gällande namn av Perry. Spiraeopsis rufa ingår i släktet Spiraeopsis och familjen Cunoniaceae. Inga underarter finns listade i Catalogue of Life.